# Onychomorpha
Onychomorpha is een geslacht van kreeftachtigen uit de klasse van de Malacostraca (hogere kreeftachtigen).

## Soort
- Onychomorpha lamelligera Stimpson, 1858